# Przepuklina Petita
Przepuklina Petita – przepuklina wychodząca przez trójkąt lędźwiowy dolny ograniczony przyśrodkowo przez boczny brzeg mięśnia najszerszego grzbietu, bocznie przez przyśrodkowy brzeg mięśnia skośnego zewnętrznego, od dołu przez grzebień biodrowy. Nazwana od francuskiego chirurga Jeana Louis Petita.

## Klasyfikacja ICD10
| kod ICD10     | nazwa choroby                                                     |
| ------------- | ----------------------------------------------------------------- |
| ICD-10: K45   | Inne przepukliny brzuszne                                         |
| ICD-10: K45.0 | Inne określone przepukliny brzuszne z niedrożnością bez zgorzeli  |
| ICD-10: K45.1 | Inne określone przepukliny brzuszne ze zgorzelą                   |
| ICD-10: K45.8 | Inne określone przepukliny brzuszne bez niedrożności lub zgorzeli |

Przeczytaj ostrzeżenie dotyczące informacji medycznych i pokrewnych zamieszczonych w Wikipedii.